# Banyudono (Ngariboyo)
Banyudono is een bestuurslaag in het regentschap Magetan van de provincie Oost-Java, Indonesië. Banyudono telt 2281 inwoners (volkstelling 2010).